# 아우스테야
아우스테야 (Austėja)는 아마도 꿀벌의 여신, 가정의 풍요, 임산부의 수호신이다.  이 가정신은 단 한 곳에서만 언급된다. 기록자가 민속을 공부하지 않았기에 얀 워시스키의 과거 리투아니아 인들이 숭배한 신들의 목록에는 의문의 여지가 있다.

## 문헌에서의 언급
아우스테야는 16세기에 유일하게 언급된다.  얀 워시스키는 사모기아 신들에 의해 대한 목록(1580)에서 언급했다.  그는 아우스테야를 벌의 신, 특히 꿀벌의 신 (ape est dea)이라고 불렀다.

## 이름
Austėja (Austė, Austinėja) - 리투아니아 여성 이름은 kilęs iš aust (직조하다:짠, 짜다) + -ėja (직공)에서 유래했다.
날짜 : 5월 9일

## 같이 보기
- Dainius Razauskas, Iš baltų mitinio vaizdyno juodraščių: AUSTĖJA. Liaudies kultūra, 2009, Nr. 2 (125), p. 16–21.